# تانسو تشيلر
تانسو تشيلر (بالتركية: Tansu Çiller) مواليد إسطنبول في 23 أكتوبر 1946، سياسية واقتصادية تركية، وكانت تانسو تشيلر أول امرأة تتولى منصب رئيس وزراء في تاريخ تركيا الحديث.
بعد التدريس في الجامعات وعملها أستاذ، دخلت تشيللر السياسة في نوفمبر 1990، وانضمت إلى حزب الطريق القويم المحافظ. انتخبت لأول مرة عضوة في البرلمان في 1991 نائباً لاسطنبول وشغلت منصب وزير الدولة المسؤول عن الاقتصاد في حكومة سليمان ديميريل الائتلافية. في 13 يونيو 1993، انتُخبت زعيمة للحزب وبعد ذلك في نفس العام، أصبحت رئيس الوزراء في حكومة ائتلافية. وشغلت منصب رئيس الوزراء من 1993 حتى 1996. بعد انسحاب حزب الشعب الجمهوري من الائتلاف في عام 1995، حاولت تشكيل حكومة أقلية، لكنها باءت بالفشل. وافقت بعد ذلك على تشكيل حكومة أخرى مع حزب الشعب الجمهوري، وتوجهت لإجراء انتخابات عامة.
شغلت أيضا منصب وزير الشؤون الخارجية التركي ونائب رئيس الوزراء بين عامي 1996 و 1997.
وقد وقّع الاتحاد الأوروبي وتركيا اتفاق الاتحاد الجمركي في 1995 ودخل حيز التنفيذ في عام 1996 خلال حكومة تشيلر. كما كانت تشيلر رئيسة الوزراء أيضًا خلال أزمة إيميا كارداك مع اليونان المجاورة في عام 1996.
بعد هزيمة انتخابية لها في نوفمبر 2002، تقاعدت من الحياة السياسية.
وهي عضو في مجلس القيادات النسائية في العالم، وهي شبكة دولية تضم الرئيسات ورئيسات الوزراء الحاليات والسابقات، ومهمة الشبكة حشد أعلى مستوى من القيادات النسائية على مستوى العالم للعمل الجماعي حول القضايا ذات الأهمية الحاسمة للمرأة والتنمية العادلة.

## الولادة والنشأة
تانسو تشيلر هي الإبنة الوحيدة لحسين نجاتي تشيلر من أتراك الروملي ومن مواليد مدينة ميلاس والذي كان يعمل في الصحافة ووالي (محافظ)، والدتها هي مُعزَّز تشيلر (1909-1995) ، من سالونيك من أتراك الروملي.
التحقت بمدرسة عصمت إينونو الابتدائية في فيندقلي بإسطنبول. ثم انتقلت الى مدرسة بيلاجيك أديبالي عندما كانت في الصف الخامس الابتدائي لتعيين والدها والياً على بيلاجيك في عام 1953. ثم عاد والدها إلى إسطنبول مرة أخرى متقاعدًا من أجل الترشح للبرلمان، وعادت الى مدرسة عصمت إينونو التي نالت منها الشهادة الابتدائية بعد أن تم تغيير اسمها إلى مدرسة نامق كمال الابتدائية . أما والدها نجاتي تشيلر فلم ينجح في انتخابات 1954 التي شارك فيها مرشحاً عن حزب الشعب الجمهوري التركي من محافظة موغلا.

## الدراسة
تانسو تشيلر التي تخرجت من مدرسة أرنووت كوي الأمريكية بنات، كانت قد أكملت في عام 1967 الدراسة في مدرسة روبرت العليا قسم اقتصاد، وفي عام 1963 تزوجت بإوزر إوتشران وذهبت معه إلى الولايات المتحدة الأمريكية وأتمت الدراسات العليا في جامعة نيو هامبشاير عام 1969. في عام 1971 مُنحت درجة الدكتوراه من جامعة كونيتيكت، وقد استمرت في دراسة ما بعد الدكتوراه في جامعة يييل. كما عملت كأستاذ مساعد في كلية فرانكلين_مارشال خلال الفترة 1971-1973، كما حصلت أيضا على وظيفة أستاذ مساعد في جامعة بوغازجي خلال الفترة 1974-1975، وأصبحت في عام 1978 أستاذ مساعد، وفي عام 1983 تعينت أستاذة جامعية. لقد وجدت 9 طبعات اقتصادية لتانسو تشيلر.

## المهنة السياسية
اشتهرت تشيلر بين عامة الشعب بتقاريرها النقدية الموجهة إلى للسياسات الاقتصادية لحزب الوطن الام والأبحاث التي قامت بها مع أرباب المصانع التركية وجمعية رجال الأعمال بجانب وظيفة عضو هيئة التدريس في جامعة بوغازجي. كما قدمت الخدمات الاستشارية لفترة قصيرة لبلدية اسطنبول الكبرى، وانضمت إلى السياسة في حزب الطريق القويم في شهر نوفمبر عام 1990 بدعوة من سليمان دميرل، وتم اختيارها لمجلس الإدارة العام لحزب الطريق القويم في شهر ديسمبر من نفس العام، وشغلت وظيفة مساعد الوزير المسئول عن الاقتصاد. وقد اختيرت نائبا لاسطنبول في انتخابات 1991. ساهمت في حملة حزب الطريق القويم بشعار «مفتاحين» الذي اقترحته في انتخابات 1991، وتسبب في جدل مع برنامج اقتصادي باسم «نموذج التوازن الديناميكي الوطني» الذي أعلن قبيل انتخابات حزب الطريق القويم. بعد ذلك حصلت على وظيفة وزير الدولة المسئول عن الاقتصاد في حكومة الائتلاف المشكلة برئاسة دميرل من حزب الطريق القويم وحزب الشعب الاجتماعي الديمقراطي بعد الانتخابات. لم تطبق الحكومة برنامجها المسمى ب«نموذج التوازن الديناميكي الوطني» الذي أعلنته في شهر يناير 1992. حينها بدأت علاقة تشيلر مع دميرل بالفتور ودخولها في خلافات مع الاسماء القريبة لدميرل مثل جوكبيرك أرجينكون وجاوت إتشغلر. وعندما تغير التوازن في السياسة التركية عقب وفاة تورغوت أوزال رئيس الجمهورية في 17 أبريل 1993، تكون مسار جديد في مصير تشيلر السياسي. لقد تم اختيار سليمان دميرل رئيساً للوزراء والرئيس العام لحزب الطريق القويم ورئيس الجمهورية التاسع لتركيا في الجولة الثالثة لانتخابات رئاسة الجمهورية التي أجريت في البرلمان التركي في 16 مايو 1993. في 13 يونيو 1993 انعقد في أنقرة المؤتمر الذي تم فيه تعيين رئيس الوزراء وكذلك خلو منصب رئاسة حزب الطريق القويم الذي كان يشغله دميرل. في 8 يونيو استقالت تشيلر من الوزارة وأعلنت ترشحها لمنصب الرئاسة العامة لحزب الطريق القويم. وقد ترشح في المؤتمر لرئاسة الحزب مع تشيلر كلا من كوكسال توبان وزير التعليم القومي وعصمت سيزجين وزير الخارجية، وحصلت تشيلر علي 574 صوت من أصل 1.106 مندوب من المشاركين في عملية التصويت في الجولة الأولي. وقد أعلن المرشحَين عصمت سيزجين ووكسال توبتان انسحابهم عن الترشح في الجولة الثانية لحصول تشيلر على أكثرية الأصوات وعدم حصولهم علي أصوات كافية في الجولة الأولي، وبهذا دخلت تشيلر الجولة الثانية بدون منافسين، وبذلك اختيرت للرئاسة العامة للحزب. وفي اليوم التالي للمؤتمر كلفت من قبل رئيس الجمهورية سليمان دميرل بتشكيل الحكومة، وأصبحت أول امرأة تشغل منصب رئيس الوزراء بتركيا مؤسسةً بذلك حكومة الجمهورية التركية الخمسين في 25 يونيه 1993. تم اختيارها مرة ثانية للرئاسة العامة لحزب الطريق القويم بحصولها علي 1.045 صوتا من 1.074 مندوب مشارك في المؤتمر العام الاعتيادي لحزب الطريق القويم الذي عُقد في شهر نوفمبر من نفس العام. لقد أوضح أردال إينونو الرئيس العام لحزب الشعب الاجتماعي الذي كان شريك أخر للحكومة الائتلافية بقرارات مفاجئة في 6 يونيه قبل مؤتمر حزب الطريق الصحيح بإنه سوف لا يترشح في مؤتمر الحزب الأول الذي سيجري موضحا وجوب تغيير القائد مثل حزب الطريق الصحيح والحزب الشعبي الاجتماعي، وقد أختير مرادقارايتشلين رئيسا لبلدية أنقرة الكبري في المؤتمر الذي أجري في سبتمبر 1993. لقد مرت تشيلر بمساهمات متلائمة بصفة عامة بإستثناء اختلافات مثل رواتب الموظفين وقانون المناقشة مع الإرهاب وقاريتشلين. رئاستها لقد عاشت تشيلر مذابح سيواس وباشباغلر الذي عاقب انتقالها إلى الحكومة خلال إسبوعين. لقد ذهبت في 10 أكتوبر 1993 من أجل اجتماع مجلس لأوروبا في فيانا وبالرغم من تلفظها بالنموذج الباسكي في طريقة حل المشكلة الكردية فإنها قد إتجهت إلى طريق عكسي تماما. وقد رجحت تعقيب سياسة ستضعف من مستوى تقدم حزب العمال الكردستاني الذي كان يصعد أنشطته مستفيدا من إحلال السلطة الذي وقع في شمال العرااق بعد الحرب الخليج الثانية. لقد عرف دوغان جورش رئيس المجلس العام بأعمال ه المتلائمة مع تشيلر في المجادلة مع الإرهاب ، وبالإضافة إلى ذلك فقد ساهمت إلى أعمال معاصرة القواات المسلحة التركية بسبب الحرب المكثفة التي أدت إلى الانخفاض.وقد وجدت أخذها إلى قائمة المنظمة الإرهابية من قبل حزب العمال الكردستاني وسلطة الولايات المتحدة الأمريكية، وأما الإجراءات الحادة التي قد بدأت ضد حزب العمال الكردستاني فكانت سببا لانتهاك حقوق الإنسان المنتشر في جنوب شرق الأناضول بصفة خاصة. فكانت أول رئيس وزراء تركي ذهب إلى اإسرائيل. '

## قرارات 5 أبريل
لقد كانت الحاكم الاقتصادي الوحيد لكونها رئيس وزراء فكانت مرتبطة بجميع المؤسسات العامة التي تم توجيهها مباشرة (البنك المركزي _البنوك العامة _المسكن الجماعي وإدارة الشعب المشتركة _مجلس سوق رأس المال _ استشارة الخزينة والتجارة الخارجية _ منظمة التخطيط الدولي _صندوق التعريف _رئاسة مجلس التخطيط العالي _قرض المال ورئاسة مجلس التنسيق). إن رشدي سراج أوغلو رئيس البنك المركزي الذي وقع في خلاف في الفترة التي كان فيها وزير الدولة المسئول عن الخزينة قد استقال من وظيفة الرئاسة في يوليو 1993 باختيار تشيلر رئيسا عاما لحزب الطريق الصحيح وتعيينها كرئيس وزراء. إن مباشرة تانسو لأرباحها في شكل متكلف كان سببا للأزمة في أسواق البضائع في أوائل 1994. لقد أخذت قرارات 5 أبريل مع البرنامج الذي تم وضعه للتنفيذ من أجل تخفيف أثار الأزمة. لقد تحقق انخفاض قيمة االعملة لتاريخ الجمهورية بنسبة 51% في الليرة التركية ضمن قرارات 5 أبريل التي مضتها تانسو تشيلر. ولقد تم رفع نسبة الضريبة 5% التي أتخذت من دخل حوالة الخزينة والفائدة المصرفية من أجل أن يستعجل دخل السيول المالية. وعندما تركت العملة الصعبة بدون قيد إلى البنوك حرية التصرف فإنه قد أستخدم في نطاق واسع صلاحية عدم رفع الأسعار المعروفة لأعمال الشعب الاقتصادية في 24 يناير 1980. ولقد تم رفع الأسعار بنسب كبيرة للمنتجات المحتكرة بصفة خاصة وتم إحضار ضرائب إضافية وأصبحت ضرائب الوقود السائل من 10% إلى 25%. وقد تم أخذ دعم صندوق النقد االدولي في 28 يوليو عاقدا إتفاقية إستاندباي 14 شهر وتم إمدادها إلى 6 أشهر بعد فترة 14 شهر ولكن عندما أخذ قرار الانتخاب مبكرا في أواخر 1995 ظل نصف برنامج الإستقرار. وبناء على ذلك فإن معاهدة إتفاقية إستاندباي قد وصلت إلى النهاية بالفعل. ولقد زاد اقتصاد تركيا بنسبة 4.9% سنويا في الفترة مابين 1991:1997 لكونها رئيس الوزراء ومساعد رئيس الوزراء ووزير الدولة المسئول عن الاقتصاد ووجودها في حكومة الائتلاف، وإرتفع لمقاييس الدخل والإنتاج القومي لتركيا من 11.21 في الألف للمجموع العالمي إلى 12.37 في الألف.
كرئيسة وزراء وجهت اقتصاد كل المؤسسات العامة بطريقة مباشرة أو غير مباشرة (البنك المركزي والبنوك العامة وإدارة شركة تنمية الإسكان العامة والخزنة والتجارة الخارجية الاستشارية وصندوق التشجيع ومجلس التخطيط الأعلى ومجلس التنسيق) لإدارتها الخاصة وبذلك أصبحت الحاكمة الوحيدة للاقتصاد.
مما أدى إلى سقوط فكرة الفصل في الفترة التي كانت فيها وزيرة دولة ومسؤلا عن الخزانة. وفي يوليو 1993 استقال مدير البنك المركزي رشدو ساراجورو من وظيفته الرئيسيه بعد انتخابات رئاسة حزب الطريق القويم (dyp) العامة وتعين تشيلر وزيرة.
تسببت محاولة خفض فائدة تانسو تشيلار في شكل مصطنع بأمر في حدوث أزمة في الأسواق المالية بدايتة من 1994. وقد تم اتخاذ قرارات 5 نيسان 1994 في موازات برنامج تم ضبطه حيز التنفيز من أجل تخفيض آثار الأزمة. ومن ثم فإن قرارات 5 أبريل التي وقعتها تانسو تشيلار ضمنت تحقيق ثالث أكبر تخفيض قيمة عملة لليرة التركية في الجمهورية بنسبة 51% . من أجل تسريع تدفق الأموال الخيالية تم إزالة نسبة ضريبية تقدر ب 5% محصّلة من سندات الخزينة ودخل الإيرادات والمصروفات. وبينما تم ترك أسعار العملات الأجنبية حرة لمبادرة البنوك إنه تم استخدام تأثير الزيادة المشهورة التي قامت بها المؤسسة المملوكة للدولة kit في 24 يناير 1980 بشكل موسع. ومن ثم حدوث غلاء في نسبة كبيرة من المنتجات خاصة منتجات تكل وعلاوةً على ذلك، إضافة ضرائب إضافية.
و قد ارتفعت ضرائب الوقود ما بين 10 إلى 25%. في 4 يوليو تم أخذ الدعم المادي من صندوق النقد الدولي بعد توقيع اتفاقية احتياطية مدتها 14 شهر. وبعد استمرار الاتفاقية ل 14 شهر تم مدها ل 6 شهور أخرى لكن بسبب أخد قرار الانتخابات المبكرة في نهاية 1995 لم يتم اكتمال برنامج الاستقرار مما أدى إلى إيقاف العمل باتفاقية ستاند باي.
كونها كانت رئيسة وزراء، مساعد رئيسة الوزراء ومسؤول عن اقتصاد وزارة الدولة
في الفترة 1991-1997 التي وجدت فيها الحكومات الائتلافية ارتفع اقتصاد تركيا بمتوسط 4.9% في السنة (متوسط الفقر من 1950 حتى يومنا هذا 5%. وقد ارتفع إجمالي مقاييس الدخل والإنتاج القومي التركي العالمي من 11.21 في الألف إلى 12.37 في الألف.

## الاتحاد الجمركي
من أهم التطورات المعاصَره في فترة رئاسة وزارة تانسو تشيلار اتفاقية هي
الاتحاد الجمركي بين الاتحاد الأوروبي وتركيا الذي وقع في مارس 1995 وتم تنفيذه في 1 يناير 1996. من أكثر الاشياء المثيرة للجدل الخاصة بالاتفاق والتي لفتت الانظار انه رغم ان الدول اولا تحصل علي العضوية في الاتحاد الأوروبي وبعد اتخاذها مكان في اتخاذ القرار الالي يسقط حاجز الجمارك الا ان حاجز الجمارك مع تركيا قد سقط رغم عدم حصولها علي حق اتخاذ القرار.
علاوه علي ذلك اقترحت اليونان ان يكون اعتراف تركيا التام بحكم اليونان لقبرص كشرط مسبق لعدم وقوفها مانع امام مفاوضات دخولها الاتحاد. وقد فسر قول تانسو تشيلار 'نعم' لبدات مفاوضات العضوية الكاملة بين قبرص والاتحاد الأوروبي بانه تنازل من اجل دخول تركيا الاتحاد الجمركي وعدم اعتراض اليونان.
وكانت لن تصبح قبرص عضوة تامة في الاتحاد الأوروبي بدون الوصول لحل نهائي للمشكلة المتعلقة باعطاء الاتحاد الأوروبي قبرص لتركيا لكن بسبب التأمين أصبحت قبرص عضوة تامة في الاتحاد الأوروبي في 2004 .

## انقلاب أذربيجان 1995
وجد في مارس من سنه 1995 خروج قائد وحدة الشرطة روشان جفادوف لانقلاب بقيادة لاسبابه الخاصة ضد رئيس جمهورية أذربيجان حيدر علييف
و يذكر في التقرير المعروف بتقرير Mit الثانية الذي حضرته منظمات الاستخبارات الوطنية في 17 نوفمبر 1996 وتسرب للصحافة بعد فترة قصيرة ان اطلاع منظمات الاستخبارات الوطنية سليمان دميرال بالحادثة واعلام سليمان دميرال لالياف أيضا ادي لفشل الانقلاب الذي تم بموافقة تشيلار وخطط من قبل ايفاز جوكدمير الذي يعد وزير دولة مسؤل في تركيا ومدير الأمن العام محمد اغار وإبراهيم شاهين وكركوت اكين.

## ممتلكاتها
أعلن الصحفي الممثل عن جريدة ملليت في واشنطن توران يافوز في 17 أبريل 1994 ان اوزر وتشيلار يمتلكون عقارات تقدر بملاين الدولارات مكونه من فندق ومركز للتسوق وفيلا في الولايات المتحدة الأمريكية.
وقد احدثت هذة الاموال جدال كبير واكتسبت مكان في الصحافة كونها حدثت في الفترة الي كانت تشيلار وزيرة دولة مسؤلة عن الاقتصاد فيها.
ثم وجد أيضا عدم ظهور هذه العقارات في بيان الممتلكات الذي حدث في 8 أبريل 1993 في الفترة الي كانت مرشحه فيها تشيلار لرئاسة الوزارة.و بسبب ذلك صرحت تشيلار ان العقارات المتحدث عنها قد اشترت من مارسان هولدينج وانها غير موجوده في بيان الاموال الخاصة. ومن ثم نقلت الاحزاب المعارضة الموضوع للمجلس الوطني التركي الكبير.اوضحت تشيلار قبل مقابلة حركة حزب الوطن في المجلس التركي الوطني الكبير بيوم ان ميراثها الذي بقي من ابيها منذ 1973 كان 437 الف ليرة وقد قامت هي اشغاله في المناطق الأكثر كفائة مما ادي الي وصوله ل 677 الف ليرة، الا انها لم تقدم توضيح عن الادعائات بخصوص ضرائب الشركات التي تديرها مع زوجها. تم رفض طلب الحركة التي ارادت التدقيق في ممتلكات تشيلار من قبل الجمعية العامة للمجلس التركي الوطني الكبير في 15 يوليو 1994. ورغم انها اعلنت قبل انتخابات 1995 انها ستتبرع بممتلكاتها التي في الولايات المتحدة الأمريكية لمؤسسة زبيده هانم للامهات الشهداء الا انها سرعان ما تراجعت عن هذا القرار.

## انتخابات 1995 العامة
انخفضت الاصوات المؤيدة لحزب الطريق القويم 4 نقاط عن وصوله للمركز الأول تحت قيادة تانسو. في الانتخابات التي دخلتها عام 1994، نظرا لانتخابات 1989. وبعد انهاء الاتفاقية المشتركه المقامة في 18 فبراير 1995 بين الحكومة والحزب الشعبي الديمقراطي الاجتماعي قامت بالاشتراك مع حزب الشعب الجمهوري. ان اتحاد الحزب الشعبي الديمقراطي الاجتماعي وحزب الشعب الجمهوري لم يؤثر كثيرا في تحالف حزب الطريق القويم والحزب الشعبي الديمقراطي الاجتماعي بل وقد تحول التحالف لتحالف حزب الطريق القويم وحزب الشعب الجمهوري. ولقد تغيرت بعض الوزارات فقط بعد هذا الاتحاد لكن تحالف الحكومة ظل كما هو. علاوة علي ذلك ادي اختيار دنيز بايقال لرئاسة حزب الشعب الجمهوري العامة في 10 سبتمبر 1995 لسقوط تحالف الحكومة في مدة قصيرة. حتي في المقابلة التي اجرت بين بيكال وتشيلار في 20 سبتمبر 1995 لم يتم التوصل لاتفاق يمنع وقف الحكومة.
لذلك قدمت تشيلار استقالتها من الحكومة لرئيس الجمهورية في 20 سبتمبر. وبعد قبول دميرال استقالة تشيلار بيوم اعطي لها مهمة تكوين الحكومة من جديد. لكن تشيلار لم تصل الي نهاية أو تجد تحالف مشترك في المقابلات التي اجرتها مع قيادات الاحزاب الأخرى. وقد وجد انها قامت بالالتماس بالاحزاب الصفيرة التي في المجلس لكي ترجع ثقة حكومة الاقلية؛ وبذلك اختارت تشيلار التي حصلت علي الدعم من حزب الحركة القومية طريق إنشاء حكومة للاقلية. ثم تمت الموافقة من رئيس الجمهورية دميرال علي حكومة الاقلية لحزب الطريق القويم التي كونتها تشيلار في 5 أكتوبر. في هذة الفترة بعد ان أصبحت تشيلار رئيسة الوزراء تسببت في انفصال داخل حزب الطريق القويم بسبب عدم ترك الجبهة لدميرال واحتياطها من الأسماء القريبة منها؛ وقد ادي النزاع الذي حدث بين حسام الدين جيندوروك وتانسو تشيلار لتقديمه استقالتة من رئاسة المجلس التركي الوطني الكبير في 1 أكتوبر مما ادي الي استقالة 5 نواب شعب في 12 أكتوبر وهم (اورهان كيلارجي اوغلو، شريف ارجان، إبراهيم اريسوي، اكين جونان وارسين ارال يالي) من حزب الطريق القويم. لذلك حدثت خسارة كبيرة في حزب الطريق القويم مما ادي لعدم استطاعة تشيلار الحصول علي اصوات ثقة في تصويت سحب الثقة لحكومة الاقلية. ومن ثم قامت بتقديم استقالتها لرئيس الجمهورية. في غضون ذلك كان من بين عدم المشاركين أو المشاركين بالرفض في تصويت سحب الثقة جيندوروك أيضا ومن ثم تم إخراج 10 نواب شعب من حزب الطريق القويم في 16 أكتوبر.
قبل ان يعلن الوزيران عن قائمة مجلس الإدارة، اتخذ المجلس التركي الوطني الكبير في 26 من شهر أكتوبر قرار بعمل انتخابات مبكرة، وبذلك تمت الموافقة علي اقامة الانتخابات المبكرة في 24 ديسمبر.قبل هذا الوقت، فإن قائد شرطة إسطنبول السابق «نجدت منذر» الذي استفاد من الضرر في ائتلاف حزب الطريق القويم وحزب الشعب الجمهوري استقال من وظيفته في اليوم الذي تحسنت فيه العلاقة بين تشيلار وبيكال.قام رئيس الجمهورية ديميريل في 17 أكتوبر بعد اجتماعه مع زعماء الأحزاب السياسية الممثلة في البرلمان، أعطاء تفويضا لتشيلر بتشكيل حكومة جديدة للمرة الثالثة. وفي 26 أكتوبر ناقش الوزاراء قبل فتح لائحة المجلس، قرار الجمعية الوطنية بإجراء الانتخابات في وقت مبكر، وقرروا إجراء انتخابات مبكرة في 24 من ديسمبر 1995 .ثم في 5 نوفمبر حصلت الحكومة علي 172 صوت رفض مقابل 243 صوت في مجلس سحب الاصوات.
في 24 ديسمبر 1995 دخلت تشيلار الانتخابات العامة لأول مرة كرئيسه للمجلس. عن طريق أسماء قائمة وكلاء الامة من حزب الطريق القويم، وميل استطلاع الرأي وتغير النتائج الاولي للانتخابات .استطاعت تانشو مع الحزب اليميني تشكيل الحكومة كما يشاؤن دون الحاجة لامضاء الاحزاب المعارضة .و قد ادعي ان وكلاء الامة المعروفين المقربين من دميرال وهم (اكرم جيهون، مونيف اسلام اوغلو، بكير سامي جتشي) لم يحصلوا علي مكانهم في قوائمهم.بسبب الخلاف الحاد الذي حدث بين تانشو ورئيس الجمهورية دميرلي قبل الانتخابات. وقد آلت المقابلات التي حدثت مع حزب الحركة القومية بخصوص اتفاق الانتخابات بالفشل. طوال حمله حزب الطريق القويم الانتخابيه تم استخدام الخطاب القومي وصورة تانشو تشيلي كإمرأه تركية علمانيه. وفي الحملة الانتخابية استبعدت تشيلار مسعود يلماز قائد حزب الوطني ونجم الدين أربكان قائد حزب الرفاه. بينما كان حزب الطريق القويم في انتخابات 1991 الحزب الأول بحصوله على نسبه 27.03% من الاصوات، فقد حصل علي المركز الثالث في انتخابات 1995 بفوزه ب135 مقعد وكيل امة بنسبة 19.18% من الاصوات. فقياسا بانتخابات 1991 قلت نسبة الأصوات ل 30%.

## طلبات الإعتماد الضمني
قبل انتخابات 24 ديسمبر 1995 بفترة قصيرة، بحثت تانسو تشيلارا عن الجنرال المتقاعد الذي غير اسمه من «سالجوق بارسيدان» «لنجدت اوزدورون»، والذي اوضح انه «متقاعد ويريد ان يعمل لحساب حزب الطريق القويم في الانتخابات العسكرية» وجد ان الجنرال المتقاعد طلب من تشيلار المال. وقد قامت تشيلار بتلبية الطلب ودفعت اموال تقدر ب 5 مليارات لبارسيدان خلسه من بدل رئاسة الوزراء. تم الحكم علي بارسيدان واعتقاله في مايو 1996 بتهمة الاحتيال بسبب الصدى الذي تسببت به هذه الفضيحة.تعرضت تشيلار لانتقاد بسبب استخدام البدل خلسه من اجل المصالح السياسية . الفضيحة الثانية التي حدثت بخصوص اختلاس البدل في فترة رئاسة تانسو للوزارة كانت قبل نقلها لمهمة رئاسة الوزراء ليلماز بفترة قصيرة حيث تم الإدعاء انه تم إخراج 500 مليار ليرا تركية خلسة من البدل بطريقة غير شرعية. في الوثيقة التي نشرت في جريدة حريات في 13 فبراير 1996 تم رفض مطالب تشيلار بشدة. وفي 19 يونيو 1996، تم رفض حركة «اختلاس البدل» التي اعطت الي تشيلار في مجلس الامة التركي الكبير.

## أزمة كرداك (إيميا)
في ليلة 25 ديسمبر 1995 بدأت مناقشات جديدة بين تركيا واليونان بخصوص موضوع مجالات الكشف عن السيادة الوطنية بين الدولتين، بسبب ظهور مشكلة المياه الإقليمية من جديد، التي حدثت بسبب رسيان سفينة تحميل تركية يطلق عليها «فيجا اكات» التي شوهدت من جاناكالي الي اسرائيل علي شاطئ «منحدرات كرداك» التي تبعد عن شبه جزيرة بودروم ب 3.8 ميل. في بداية 1996 الازمة المنعكسة بعد هذة الحادثة. ردا علي توضيح رئيس وزراء اليونان كوستاس سميتست، الذي قال ان علم اليونان الذي يوجد في منحدرات كرداك سوف يظل. وبسبب نهج تظاهر تشيلار «سوف يرحل هؤلاء العساكر وسوف يسقط هذا العلم أيضا» ارتفعت نسبه التوتر.
بالمجئ لتاريخ 30 يناير 1996 فقد بدأ معدل خطورة مواجهة الدولتين بالارتفاع، بسبب محاصرة شرق منحدرات كردال من قبل السفن الحربية التركية وغربها من قبل السفن الحربية اليونانية. في ليلة 30 و31 يناير خرجت قوات كوماندون التركية في عملية أطلق عليها «يونوس 1» واستطاعوا ان يصلوا الي الجانب الآخر من المنحدرات «غرب المنحدرات» دون لفت الانتباه للقوات اليونانية البحرية التي في المنطقة. بينما اخذت الازمة في الارتفاع قام رئيس جمهورية الولايات المتحدة الامريكية بيل كلينتون بالاتصال ب تشيلار وكوستات سميتيست رغبة من الاثنين الحلفاء للناتو في تجنب السلوك الذي يثير التوتر مما ادي الي بدأ التوتر في الهدوء دون قصد .

## حكومة الطريق القويم
بدات مناقشات التحالف علي اساس عدم تكوين أي حزب بمفرده الحكومة في ضوء نتيجة الانتخابات ولا يستطيع الوصول لاغلبية الاعداد. ادعي أرباكان الرئيس العام لحزب الرفاه الذي صعد الي المرتبة الاولي في الانتخابات انه برغم تكليفه بمهمة تشكيل الحكومة إلا أنه لم يرغب أي حزب في تشكيل الحكومة معه. كان جزء من الشعب ورجال الأعمال ووسائل الاعلام يريدون من الطرفين ان حزب اليمين يشكل الحكومة. وكنتيجة لهذا الطلب بعد جولات التحالف التي استمرت حوالي شهرين اتفق يلماز وتشيلار في 27 فبراير 1996 علي حماية التحالف بواسطة الدعم الخارجي لحزب اليسار الديمقراطي الذي تحت رئاسة بولنت أجاويد وصيغة 'رئاسة الوزراء المتناوبة' وفقا لهذا كان يلماز سيأخذ أولاً منصب رئيس الوزراء وفي هذة الأثناء كانت تشيلار لن تدخل الوزارة. وعلي هذا النسج تشكلت الحكومة الثالثة والخمسون بواسطة تحالف الطريق القويم في 6 مارس 1996 .اشترك 544 نائب أمة في تصويت الثقة الذي أجري في 12 مارس بخصوص حكومة اقلية الطريق القويم وحصلت حكومة يلماز علي 207 صوت مقابل 257 في التصويت مما أدي الي حصولها علي الثقة. بينما استخدم نواب أمة عن الحزب الشعبي الجمهوري وحزب الرفاه الاصوات المعارضة فقد امتنعت مجموعة الحزب اليساري الالدراماتيكي عن التصويت .
لكن قام حزب رافال الذي لم يتحمل المنافسة الشخصية التي تدور بين تانسو تشيلار ومسعود يلماز وعدم اعارتهم له أي اهتمام بمهاجمة الحكومة بكل قوته مما أدي لعدم استمرار حكومة الطريق السريع لاجل طويل. فبينما كان حزب رافال من جهة يفتح دعوة إلغاء علي المحكمة الدستورية بسبب انه «بالرغم من انه من أجل الحصول علي تصويت الثقة يجب ان يصوت معظم نواب الامة المشاركين في التصويت بالإيجاب فان مسعود يلماز لم يستطع الحصور علي اصوات كافية» كان من جهة اخري أيضا يعطي الحركة تحقيقين مختلفين بخصوص تشيلار ووزير الموارد الطبيعية الاسبق شيناسي التينار متعلق بالإدعاء الذي يقول انه «بالرغم من معرفتهم بالمخالفات والفساد التي تحدث في مزادات شركة مصانع السيارات التركية وشركة توزيع الكهرباء التركية لم يقوموا بأخذ الاجرائات اللازمة وقاموا بتعريض الدولة للخسارة».
بينما يزيد عدم التوافق بين الشريكين في التحالف تم قبول التصويت الإيجابي لحزب رافال والحزب الشعبي الجمهوري والحزب اليساري الديمقراطي وشريك حكومة التحالف حزب الوطن فيما يخص التحقيق الذي قدم ضد تشيلار للحركة في 24 أبريل بخصوص شركة توزيع الكهرباء التركية والتحقيق المتعلق بشركة مصانع السيارات التركية الذي اعطي في 9 مايو للحركة .
وضح حزب رفاه الذي اخذت المحكمة الدستورية باعتراضه قراره بعد اخر مؤتمر عقدتة في 14 مايو. وفقا لذلك قامت المحكمة الدستورية بإلغاء التصويت واجدتا ثغرة لفسح تصويت الثقة لحزب رفاه. وقد رفضت المحكمة طلب وقف التنفيذ. بعد هذا القرار في أول شهر يونية سحب حزب الطريق الثقة من الحكومة مما ادي الي انهيار تحالف الطريق السريع بعد 3 شهور من انشاؤه بسبب تبادل الاتهامات. استقال مسعود يلماز من مكتب الرئاسة في 6 يونية.

## حادثة سوسورلوك
النص الاصلي:فضيحة سوسورلوك
في حادثة الطريق التي حدثت في 3 نوفمبر 1996 في منطقه سوسورلوك القريبه من بالق أسير اصطدمت شاحنه بعربيه مرسيدس سوداء اللون لوحه رقمها AC 600 06 وكان بداخلها قائد الشرطة حسين كوجاداغي على هوية محمد اوزباي عبد الله شاتليو ملاحيت اوزبايهاتي وجونجا الذين قتلوا بينما نجي نائب الشعب بحزب الطريق القويم لمحافظة أورفة سيدات بوجاك بجروح. طريقة حدوث الحادثة، احدثت علاقة الاشخاص الذين في السيارة والسلاح والوثائق المعثور عليها مناقشات متكاثفة من ثلاثي الدولة _ المافيا_السياسة .في حديث تشيلار الخاص بالحادثة في اجتماع اللجنة السياسية المقام في 26 نوفمبر 1996 لحزب الطريق القويم علقت قائلة «هؤلاء الذين يضربون الرصاص ويتصدون له من اجلنا نحن في سبيل الامة والدولة والوطن نذكرهم بالاحترام فهؤلاء هم الشرفاء». استقال وزير الداخلية محمد اغار الذي كان يعد اقرب الناس لتشيلار بعد الحادثة بفترة قصيرة جدا (8 نوفمبر 1996).أصبح التحالف خاصتا حزب الطريق القويم الذي تاثر بهذة الحادثة بعد فترة قصيرة سببا في بدا تطبيقات دقيقة في الظلام من اجل نور مستمر.

## عملية 28 فبراير
نشات حركة معارضه مركزها اقوات المسلحة التركية ضد منظور حزب رافاه وأكبر شريك في حكومة التحتاف اعتبارا من بعد تاسيس حكومة طريق رفاه التي كانت مصدر نشاط للتصدي لبعض شرائح الراي العام العلمانية والرجعية.و بالمجئي لبداية سنة 1997 فقد أصبح الصراع السياسي الذي يدور بين حزب رفاه والقوات المسلحة التركية ظاهر للعيان.في 30 يناير 1997 قد تم عمل مسرحية عن الجهاد في الليلة المقدسة التي نظمها حزب رفاه ببلدية سينجان وايضا بدعوة سفير إيران بانقرة محمد رضا بجهري .تم ملاحظة استعراض للقوة في مرور بعض المركبات العسكرية العائدة لمدرسة جمعيات مدرعات اتيماسجود وقسم تعليم القيادة ساعات الصباح من سينجان منظم ضد هذا الحدث .
و في هذا الجو المتوتر اتخد مجلس الأمن القومي في اجتماعه في 28 فبراير 1997 عددا من القرارات. وقد ناقشت مؤسسة دستورية قرارات مجلس الأمن القومي لفترة طويلة إذا كانت توصية للحكومة ام مذكرة تتضمن فرض العقوبات. في هذا الوقت كانت علاقة الجناح العسكري لمجلس الأمن القومي مع الاعلام أيضا تاخذ بعد اخر من النقاش.[بحاجة لمصدر]
في هذة الفترة بينما كانت تانسو تشيلار تؤمن بعدم تعايشها أي مشكلة مع القوات المسلحة التركية بسبب عملها بتلاؤم مع موضوع الإرهاب في فترة راستها كانت أيضا تصور نفسها كحمامة للعلمانية مقابل تجاوزات حزب رافاه.وبعد اجتماع مجلس الأمن القومي بينما كانت تشيلار من ناحية تريد تصديق رئيس الوزراء اربكان علي قرارات 28 فبراير، كانت من الناحية الاخري تقف ضد المجموعات التي تشكل ضغط ضد طريق رفاه. ان تشيلار التي رات اصرار القوات المسلحة التركية علي اسقاط حكومة طريق رفاه في اجتماع المجلس الأمن القومي 28 فبراير 1997، في محاولة لها لاحالة رئيس القوات العامة وقادة القوات للتقاعد أيضا عن طريق المرسوم الذي حضرته في شهر مارس لكن هذة المحاولة تم ايقافها من قبل اربكان.
أصبح الضغط المتزايد ضد حكومة طريق رفاه سببا في انهيار حزب الطريق القويم الذي كان يعتبر الحلقة الضعيفة في الحكومة. فبينما كان يستصعب علي تانسو تشيلار السيطرة علي نواب حزبها، قيم بعض أعضاء حزب الطريق القويم قرارتها كمذكرة وقرروا الدعوة لانتخابات مبكرة أو الانسحاب من الحكومة. وفي شهور الربيع لسنة 1997 وبعد نهاية موجة الاستقالات المقلقة التي بدات في حزب الطريق القويم الذي وجد تدخل القوات المسلحة التركية المباشر فيها (خاصتا استقالة وزير التجارة والصناعة يليم ايمز ووزير الصحة يلدريم اكتونا الذين ينتمون لحزب الطريق القويم في 26 أبريل)قدم اربكان استقالته في 18 يونيو 1997 بسبب ضغط تشيلر أيضا من اجل اعطائها وظيفة رئاسة الوزارة وفقا لبروتوكول التحالف.
لكن رئيس الجمهورية دميرال قام مع شركاء الحكومة باعطاء رئيس حزب الوطن مسعود يلماز مهمة إنشاء الحكومة دون لفت انتباه البروتوكول

## التطورات التالية
بتاسيس حكومة اناسول - دي تعرض حزب الطريق القويم للمنافسة بعد 6 سنوات .وقد تراجعت نسبة حزب الطريق القويم في انتخابات 18 أبريل 1999 العامة 12% .استطاعت تانسو تشيلار ان تصبح نائبة امة في دائرة إسطنبول الثالثة التي كانت مرشحة فيها عن طريق تجاوزها عتبة اختيار الحزب الشعبي الجمهوري بفرق 10% . وفي المؤتمر العادي لحزب الطريق القويم المقام في نوفمبر 1999 تم اختيارها مجدد وللمرة الاخيرة لمنصب الرئيس العام. فبينما حصلت تشيلار في الانتخابات الرئاسية العامة علي 922 صوت من بين 1228 صوت من اصوات النواب المستخدمة، حصل أكبر منافس لها في هذة الفترة وهو كوكسال توبتان علي 280 صوت.
و مع اغلاق المحكمة الدستورية لحزب المعارضة الرئيسي حزب الفضيلة في سنة 2001 وانقسام حركة الرئي الوطني الحزب المعارض الرئيسي لحزب الطريق القويم، أصبحت تشيلار رئيسة حزب المعارضة الرئيسي أيضا.
ان تشيلار التي أصبحت مرشحة من مغلا في الانتخابات العامة ل 3 نوفمبر 2002 استبعدت من المجلس التركي الوطني الكبير بسبب عدم استطاعة حزب الطريق القويم عبور المرحلة بفرق صغير بحصولة علي نسبة اصوات 9.54 % بدلا من 10%.
فبرغم من عدم وجود منافسين لحزب الطريق القويم لم يستطع تجاوز المرحلة بخسارتة للاصوات، مما أصبح سببا في توجيه الانتقادات الشديدة لتشيلار.
وقد صرحت تشيلار في المؤتمر الصحفي الذي قامت به في 9 نوفمبر انها لن تترشح مرة اخري في الكونغرس .
ثم في كنغراس حزب الطريق القويم السابع العادي الكبير الذي اقيم في 14-15 ديسمبر 2002 انهت عملها كرئيسة عامة وانسحبت من الحياة السياسية .
ان في نطاق تحقيق28 فبراير الذي اجراه مكتب المدعي العام لجمهرية انقرة في 2012 قدمت افادة بانها «مغدورة» و«شاهدة».وقدمت افادة بخصوص دعوة 28 فبراير بموجب التعليمات في محكمة إسطنبول الجنائية الثانية التي اقيمت في 19 ديسمبر 2014 بانها «متذمرة»

## حياتها الخاصة
تتقن الانجليزية والالمانية، متزوجة من اوزر اتشورات تشيلار وام لطفلين.

## الكتب التي الفت عنها
- فاروق بلديرنجي، السيدة المقنعة 1998
- يافوز جوكمان، السيدة الشقراء الجميلة 1999
- توران يافوز، الوطن الثاني-مغامرات تانسو تشيلار في الولايات المتحدة الأمريكية 1999

## روابط خارجية
- تانسو تشيلر على موقع الموسوعة البريطانية (الإنجليزية)
- تانسو تشيلر على موقع مونزينجر (الألمانية)
- تانسو تشيلر على موقع إن إن دي بي (الإنجليزية)